# Perugino

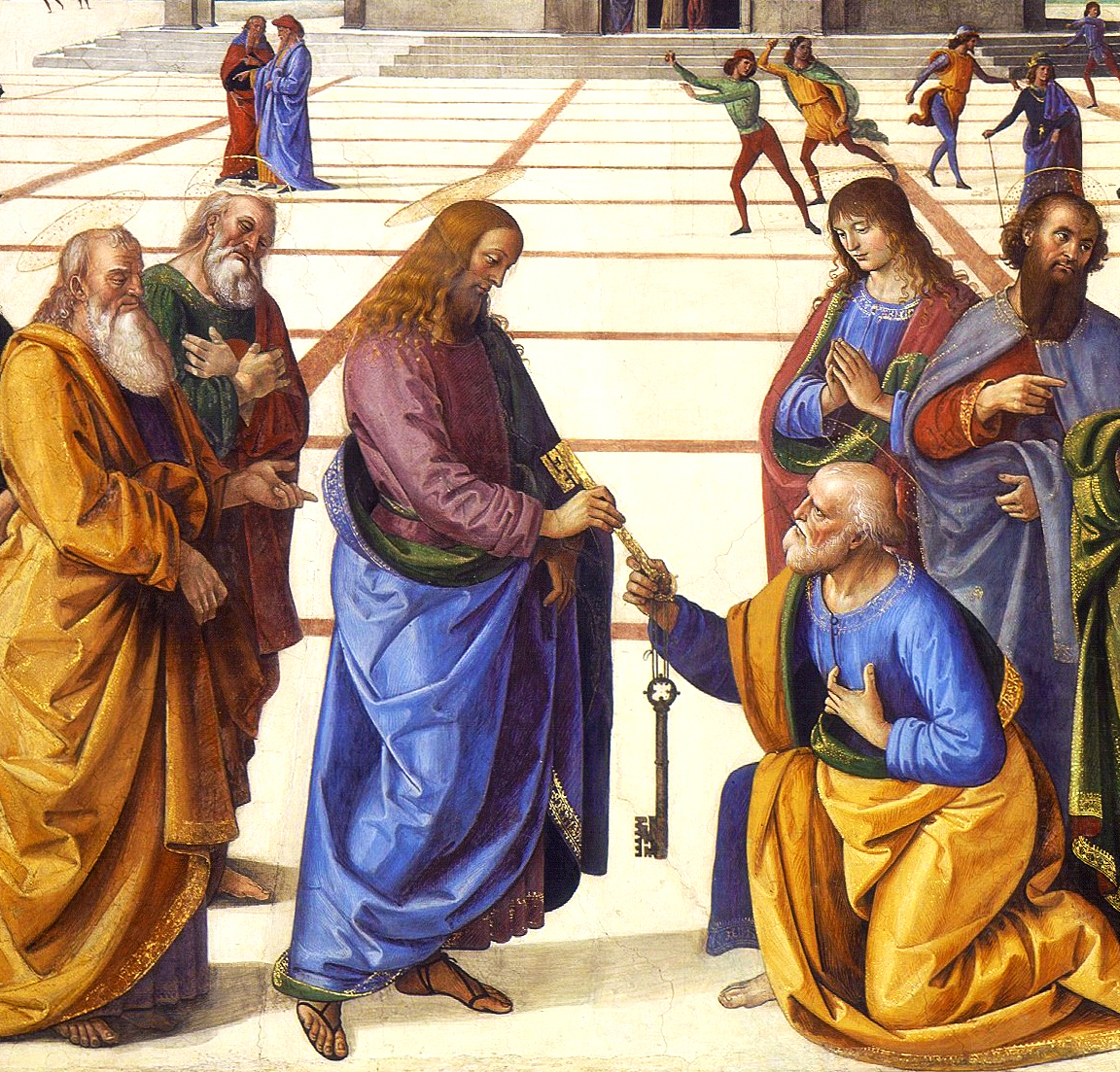
Detalj ur Peruginos fresk Kristus överlämnar himmelrikets nycklar till Petrus (1481-1482) i Sixtinska kapellet.

Perugino (egentligen Pietro Vannucci), född omkring 1448 i Città della Pieve nära Perugia, död 1523 i Fontignano, var en italiensk målare av den umbriska skolan. Föregångare till högrenässansen.

## Biografi
Perugino hade tagit starka intryck av sin lärare Verrocchio, Signorelli samt de flamländska mästarna. Han behärskade mästerligt den nya tekniken oljemåleriet och skildrade det umbriska landskapets ljus; hans färgskala utmärks av gråbrun förgrund och mellangrund och blåaktig bakgrund; hans gestalter är behagfullt utdragna med tydligt markerade leder, skulpturliknande draperingar och drömmande uttryck.
Perugino kallades 1481 till Rom av påven Sixtus IV för att utsmycka Sixtinska kapellet med en svit fresker. Av dessa är Kristus överlämnar himmelrikets nycklar till Petrus (ibland betitlad Nyckelöverlämnandet) den mest betydande.
Fresken Korsfästelsen, målad i Siena 1496, är ett mästerverk. Freskerna i Collegio del Cambio, Perugia (1498-1500) visar hans stil i nedgång. Hans avsaknad av originalitet har resulterat i stereotypa upprepningar, och verklig känsla har ersatts av sentimentalitet. Freskerna fick ett djupgående inflytande på den italienska konstens utveckling, eftersom de formade ungdomsverken hos Peruginos medhjälpare och elev Rafael.